# Прямий маркетинг
Прямий маркетинг (з англ. direct marketing) — процес просування товарів та послуг напряму споживачу, який на відміну від просування через мас-медіа (ТВ, радіо, преса) використовує директ-медіа, медіа для доставки рекламного повідомлення безпосередньо потенційному споживачу (напр. пошта).
Такий спосіб маркетингу є найефективнішим, але часто і найзатратнішим у перерахунку на контакт з одним споживачем. Класичним прямим маркетингом вважається паперова поштова розсилка по базі споживачів чи зверненням промоутера (представника рекламодавця) з метою реклами до споживача на вулиці чи в точці продажу.
Новими, ефективнішими засобами прямого маркетингу зараз є SMS-маркетинг та маркетинг через мережу Інтернет (промо сайти, реклама в новинах, спільнотах, блогах, імейл розсилках тощо). SMS маркетинг, наприклад, за даними агенції інтерактивного маркетингу LEAD9 Interactive є найефективнішим на сьогодні інструментом для промо з продажу в Україні по ціні за контакт та рівню зворотної реакції. В середньому вартість розсилки одного SMS-повідомлення, включно з її технічною підготовкою, написанням текстів тощо складає зараз в Україні 6-7 центів, що в десятки разів нижче за класичні розсилки паперових листів споживачам.

## Форми прямого маркетингу
- Персональні (особисті) продажі - репрезентування товару одному або кільком потенційним клієнтам, здійснюване в процесі безпосереднього спілкування і що має на меті продаж і встановлення тривалих взаємовідносин з даними клієнтами;
- Прямий маркетинг поштою;
- Маркетинг за каталогами - метод прямого маркетингу з застосуванням каталогів товару, які розсилаються покупцям поштою або продаються в крамницях;
- Телемаркетинг;
- Телевізійний маркетинг;
- Електронна торгівля.

Маркетинг одноступінчастий — пряме укладання угоди купівлі-продажу за телефоном, за допомогою використання купона чи поштою. За такої угоди позитивною відповіддю на торгову пропозицію є акт купівлі.
Інтегрований прямий маркетинг — прямі маркетингові кампанії, в яких для підвищення коефіцієнта віддачі й прибутку використовують різноманітні способи доставки маркетингових повідомлень і багатоступінчасті рекламні процеси.